# Roswitha Krause
Roswitha Krause, född den 3 november 1949 i Dahme, Brandenburg, är en före detta östtysk simmare och handbollsspelare. Hon var den första kvinnan som vunnit olympiska medaljer vid sommarspelen i två olika sporter. Krause vann en silvermedalj vid olympiska sommarspelen 1968 i Mexiko i stafetten 4×100 m fristil och sedan två medaljer med Östtysklands damlandslag i handboll.

## Karriär

### Simning
Roswitha Krause började simma som barn och gick vid elva års ålder på barn- och ungdomsidrottsskola. Hon deltog i de olympiska sommarspelen 1968 i Mexiko och vann  OS-silver i damernas lagkapp 4 x 100 meter fristil i samband med de olympiska simningstävlingarna 1968 i Mexiko City på 4 × 100 meter frisim. Hon började simma eftersom hennes läkare rådde det att förbättra hennes tillstånd i axlarna.  

### Handboll
Hon började spela handboll 1969 vid 20 års ålder, ursprungligen för att förbättra sin förmåga att simma. Hon förstod snart att hennes hjärta alltid vurmat för bollsporter, handboll eller fotboll. Från 1971 koncentrerade hon sig mest på handbollen.
1971 började Krause spela för den östtyska toppklubben TSC Berlin. Under tiden fortsatte hon att vinna nationella titlar i simning fram till slutet av 1970-talet. Med klubben TSC Berlin var hon med och vann Cupvinnarcupen 1977 och 1979 samt Europacupen 1978. I Östtyskland vann hon fyra ligatitlar med klubben.
1973 debuterade hon i DDR:s landslag och Krause blev världsmästare i handboll med laget två gånger, 1975 och 1978. Vid OS 1976 i Montréal vann hon silver, följt av OS-brons 1980 i Moskva.
Hon slutade som aktiv idrottare efter OS 1980. Krause undervisade sedan i simning och handboll vid Humboldtuniversitetet i Berlin under många år.